# Det som göms i snö
Det som göms i snö är en svensk dramaserie från 2018, skapad av Hans Jörnlind och Aron Levander. Den är regisserad av Kjell-Åke Andersson och Lisa Farzaneh med Robert Gustafsson i huvudrollen. Serien är baserad på idéer av Leif G.W. Persson.
Första säsongen hade premiär först på Kanal 5 den 21 augusti 2018 och därefter på Viaplay. Robert Gustafsson vann Kristallen 2019 som årets manliga skådespelare i en tv-produktion för sin roll i TV-serien. 
Andra säsongen hade premiär i september 2021 på Viaplay.

## Bakgrund
Seriens första säsong är löst baserad på fallet med Thomas Quick och då speciellt efterspelet. I serien används fiktiva namn men det är tydligt vilka verkliga personer som avses. Thomas Quick heter i serien Klas Lewén. Göran Lambertz heter i serien Björn Stenius och spelas av Johan Ulvesson. Leif G.W. Persson passar även på att fläta in kritik mot journalisten Yrsa Stenius, som var en av de som försvarade domarna mot Thomas Quick. 

## Rollista
- Robert Gustafsson – Peter Wendel
- Maria Sundbom – Ann-Marie Wendel
- Louise Peterhoff – Caijsa Bergholm
- Christopher Wagelin – Jorma Virtanen
- Ia Langhammer – Barbro Svensson
- Erik Johansson – Marcus Johansson
- Thomas W. Gabrielsson – Temo Björkman
- Johan Ulveson – Björn Stenius
- Ingela Olsson – Ulla Ståhlnacke
- Peter Carlberg – Mikael Ström
- Tyra Olin – Vera Wendel
- Zacharias Boustedt – Peter Wendel 9 år
- Inez Dahl Torhaug – Emilie
- Ala Riani – Freshteh Laurell
- Anders Ahlbom Rosendahl – Stefan Kvarnholt
- Eva Fritjofson – Kristina Svensson
- Annika Hallin – Lena Wahlberg
- Isa Aouifia – Mats Hovfeldt
- Mirja Burlin – Susanne Jensen
- Cilla Thorell – Stella Olofsson
- Andreas Rothlin-Svensson – Per Jensen
- Peter Gardiner – Ante Olofsson
- Mimmi Cyon – Jasmine Wendel
- Philip Martin – Lokalpolis
- Ville Virtanen – Eddie Eriksson

## Nyinspelning
Endemol Shine North America kommer att producera en amerikansk nyinspelning av serien med Joe Berlinger som regissör.